# ごめんね。
「ごめんね。」は、1998年5月27日に発売された松たか子の6枚目のシングル。発売元はアリスタジャパン。

## 音楽性
アップテンポのリズムであるが、歌詞は恋する女性の心の動揺を表現していて、松の独特の情感ある歌声とも相まった哀調の漂う楽曲となっている。曲の間奏部のアレンジは、後に発売されたアルバム『アイノトビラ』での収録バージョンと異なる。
カップリング曲「On the way home」は、『たかの友梨ビューティクリニック』CM曲。やはりアップテンポの曲調で、歌詞は晴れた日の散歩での情景が歌われていて、曲調も爽快感あるものとなっている。

## タイアップ
本人もCMに登場しているセイコーの腕時計「LUKIA」（ルキア）CM曲。

## 収録曲
作曲・編曲:武部聡志
1. ごめんね。
  - 作詞:前田たかひろ
2. On the way home
  - 作詞:松たか子
3. ごめんね。（ORIGINAL KARAOKE）
4. On the way home（ORIGINAL KARAOKE）